# Vita Palamar
Vita Hryhorivna Palamar (in ucraino Віта Григорівна Паламар?; 12 ottobre 1977) è un'ex altista ucraina.

## Palmarès
| Anno | Manifestazione    | Sede     | Evento        | Risultato | Prestazione | Note |
| ---- | ----------------- | -------- | ------------- | --------- | ----------- | ---- |
| 1996 | Mondiali juniores | Sydney   | Salto in alto | 6ª        | 1,85 m      |      |
| 1999 | Europei under 23  | Göteborg | Salto in alto | 6ª        | 1,85 m      |      |
| 2000 | Europei indoor    | Gand     | Salto in alto | 5ª        | 1,92 m      |      |
| 2000 | Giochi olimpici   | Sydney   | Salto in alto | 7ª        | 1,96 m      |      |
| 2001 | Mondiali indoor   | Lisbona  | Salto in alto | 5ª        | 1,93 m      |      |
| 2001 | Mondiali          | Edmonton | Salto in alto | 5ª        | 1,94 m      |      |
| 2001 | Universiadi       | Pechino  | Salto in alto | Oro       | 1,96 m      |      |
| 2004 | Mondiali indoor   | Budapest | Salto in alto | 4ª        | 1,97 m      |      |
| 2005 | Mondiali          | Helsinki | Salto in alto | 5ª        | 1,93 m      |      |
| 2007 | Mondiali          | Osaka    | Salto in alto | 7ª        | 1,94 m      |      |
| 2008 | Mondiali indoor   | Valencia | Salto in alto | Bronzo    | 2,01 m      |      |
| 2008 | Giochi olimpici   | Pechino  | Salto in alto | dq        | dq          |      |
| 2009 | Mondiali          | Berlino  | Salto in alto | 15ª (q)   | 1,89 m      |      |

### World Athletics Final
- 2 medaglie:
  - 2 argenti (Monte Carlo 2003; Monte Carlo 2005)

### Goodwill Games
- 1 medaglia:
  - 1 bronzo (Brisbane 2001)